# Polistodon
Polistodon is een geslacht van uitgestorven tritylodonten uit de Bajocien of Callovien (Midden-Jura) van China. Het bevat als enige soort Polistodon chuannanensis, die bekend is van een enkele schedel uit de Xiashaximiao-formatie, het holotype ZDM T8601. Andere Chinese bronnen geven de naam als Positodon, 'goed geplaatste tand', waarvan Polistodon dan een verbastering zou zijn. De soortaanduiding verwijst naar de herkomst uit Chuannan, een regio in het zuiden van Sechuan. Volgens één onderzoek zou het een soort van het geslacht Stereognathus kunnen zijn.